# Scelio rufulus
Scelio rufulus är en stekelart som beskrevs av Muesebeck 1972. Scelio rufulus ingår i släktet Scelio och familjen Scelionidae. Inga underarter finns listade i Catalogue of Life.